# 短花马先蒿
短花马先蒿（学名：Pedicularis breviflora）是列当科马先蒿属的植物。分布在中国大陆的新疆等地，生长于海拔1,300米至1,800米的地区，目前尚未由人工引种栽培。